# Coendou
Coendou là một chi động vật có vú trong họ Erethizontidae, bộ Gặm nhấm. Chi này được Lacépède miêu tả năm 1799. Loài điển hình của chi này là Hystrix prehensilis Linnaeus, 1758.

## Hình ảnh

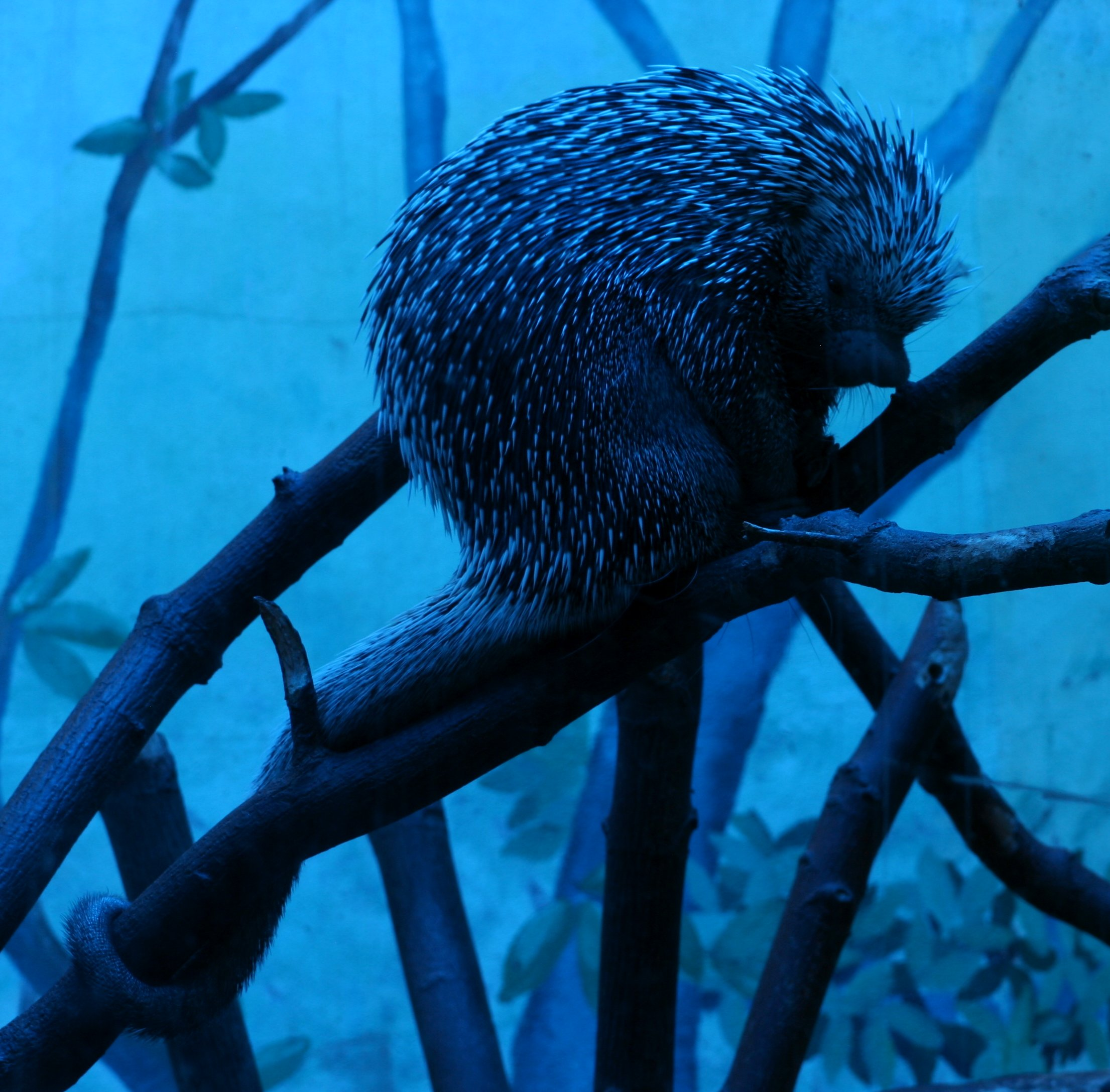
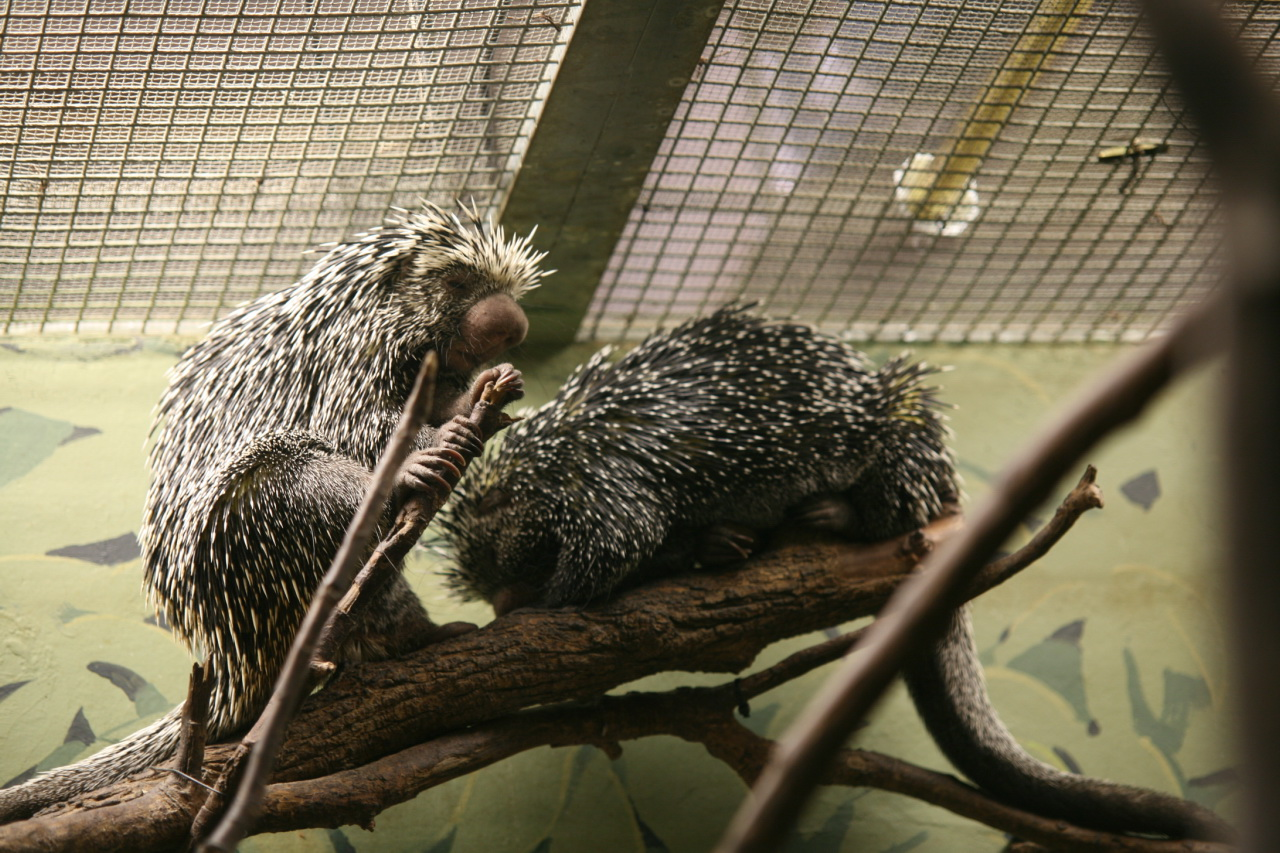
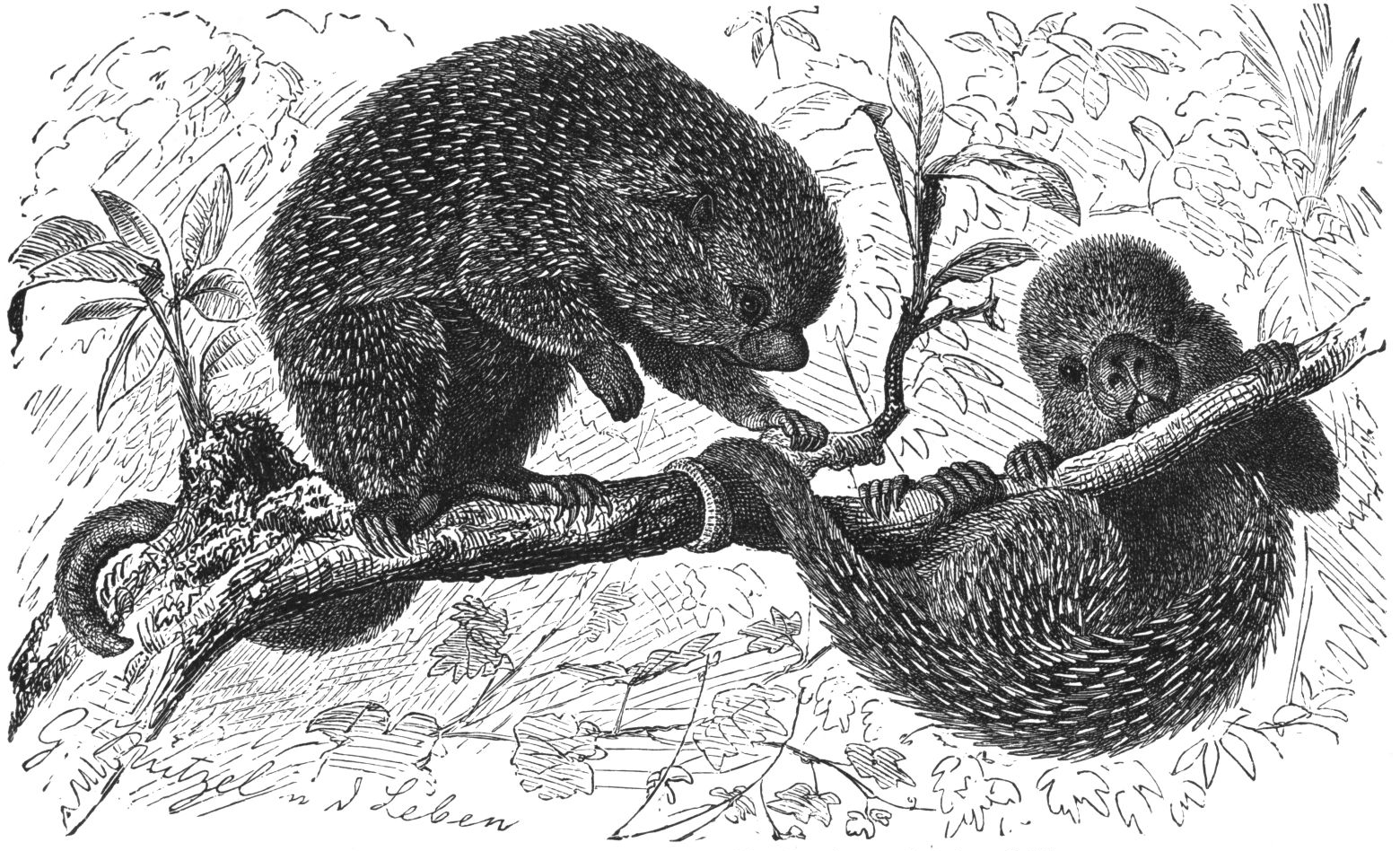
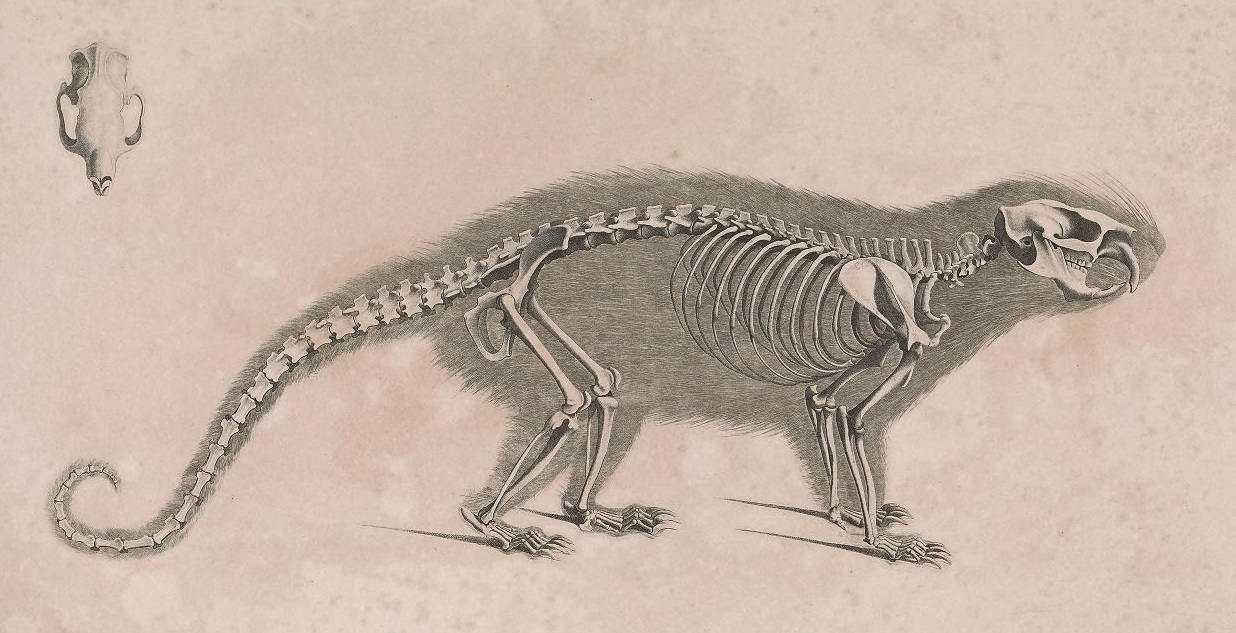

## Các loài
Chi này gồm các loài: